# La Bisbal d'Empordà

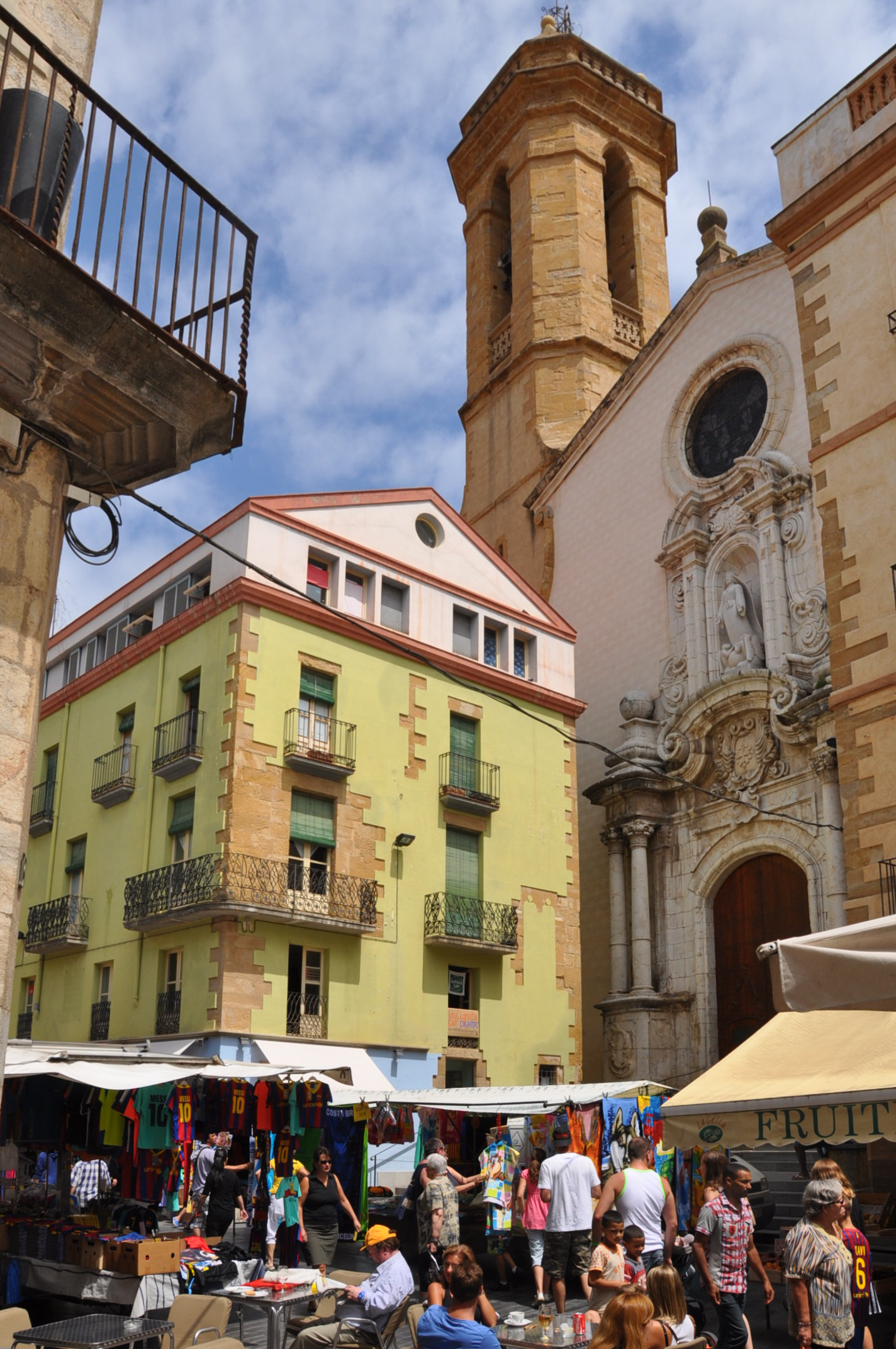
wekelijkse markt op de Plaça Major met de Santa Maria-kerk.

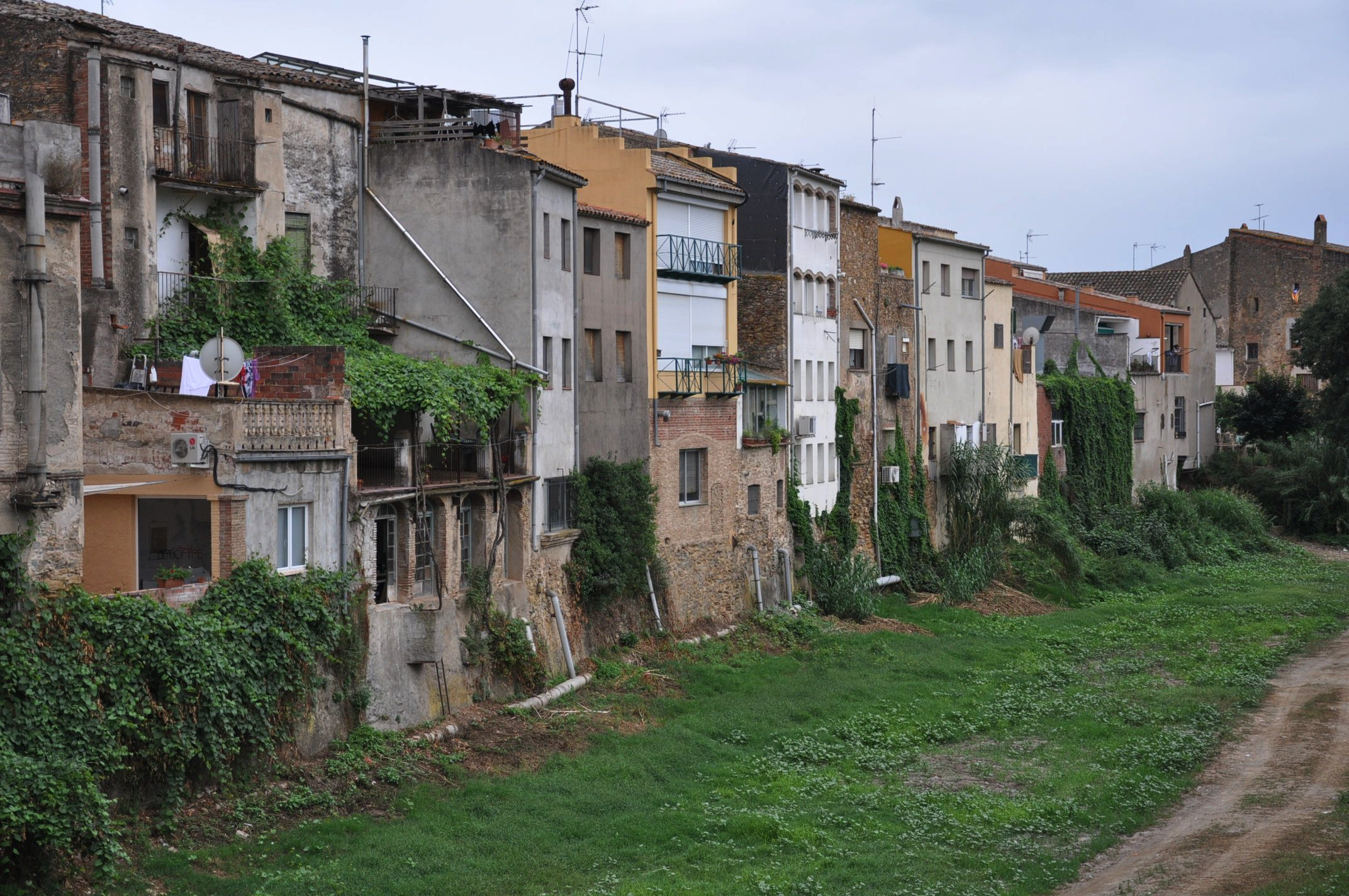
Droge bedding van de Río Daró in het centrum.

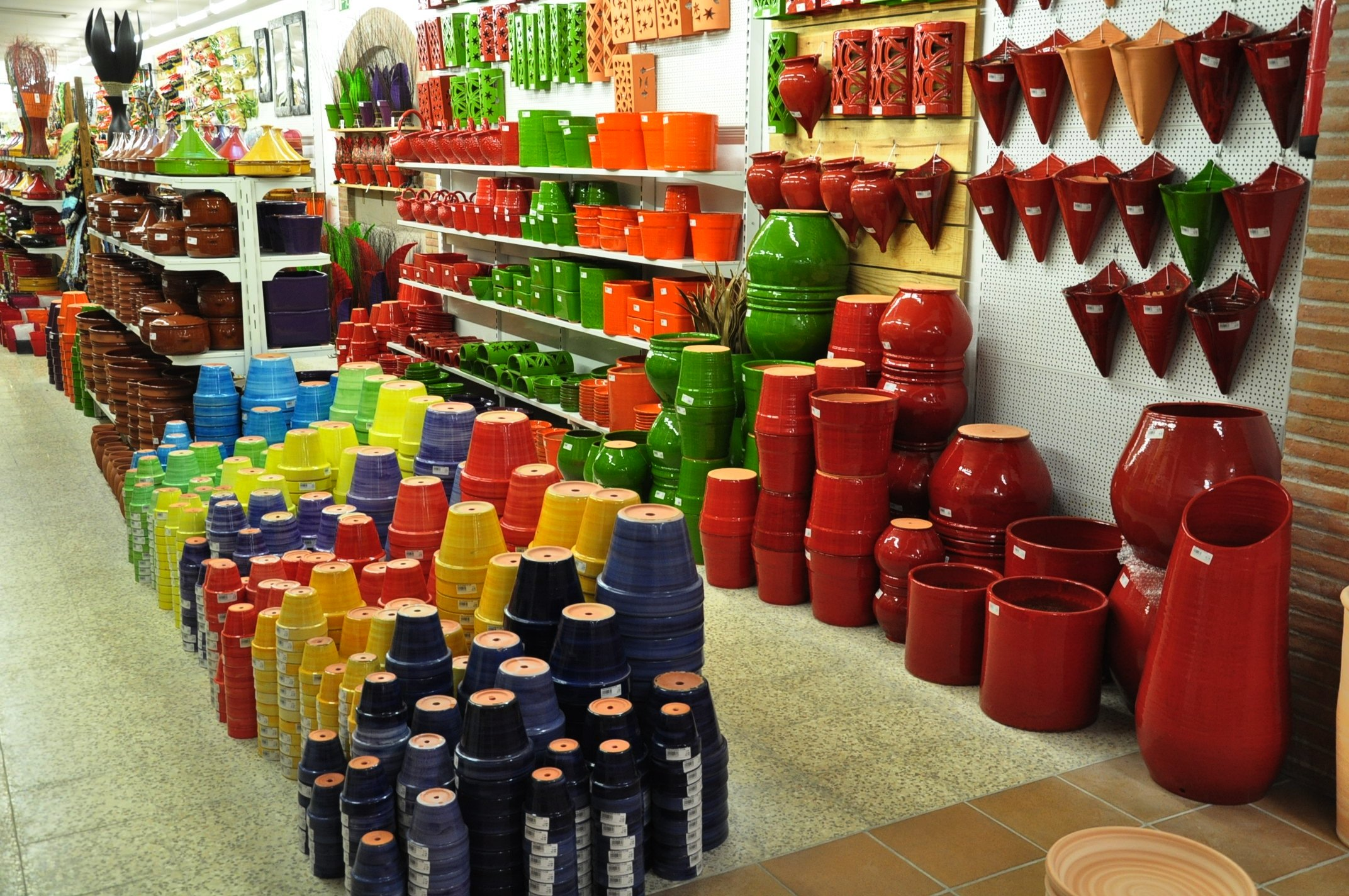
Potterie en keramiek: belangrijk voor de lokale economie.

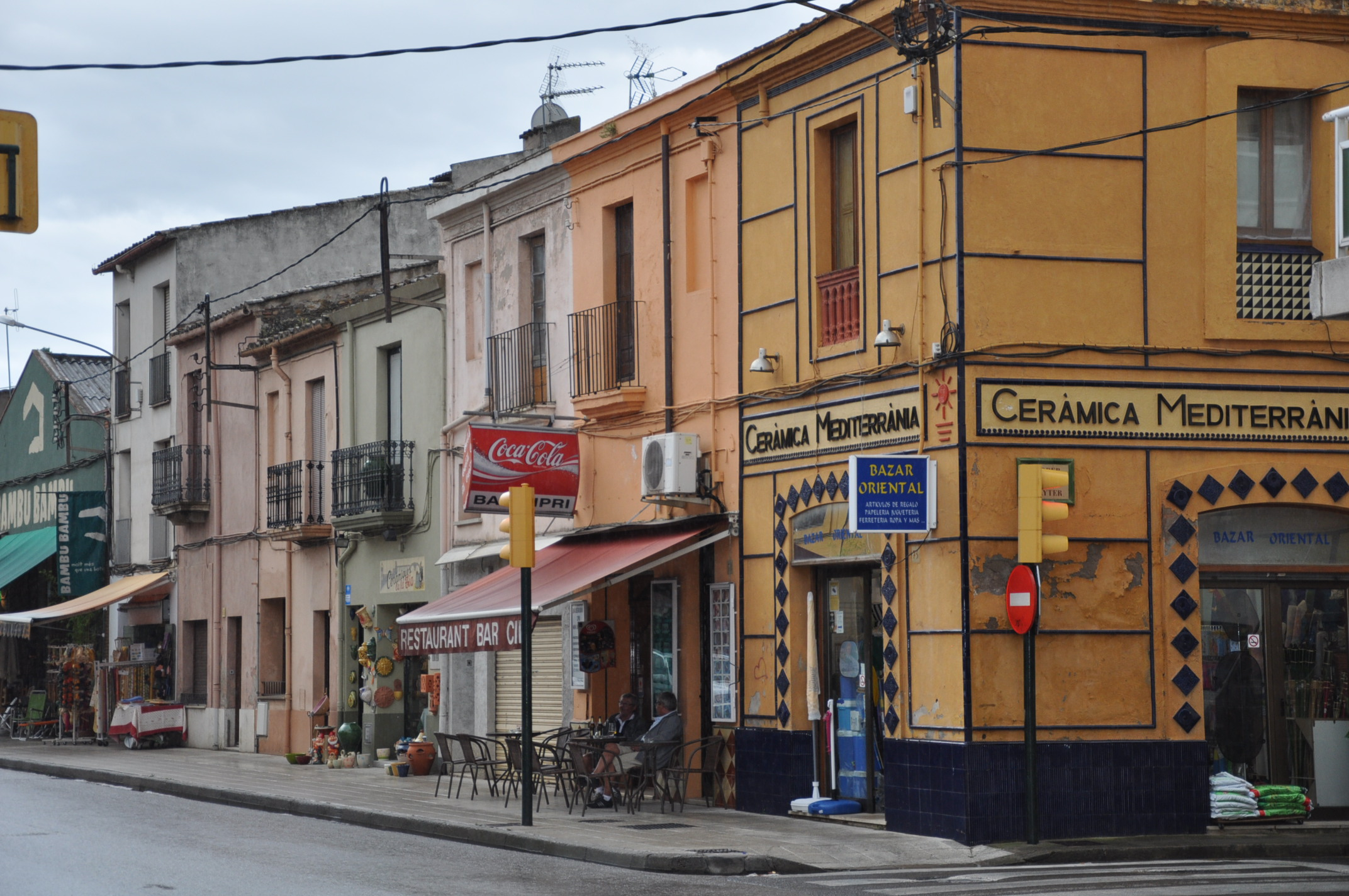
Carrer de l'Aigüeta.

La Bisbal d'Empordà is een gemeente in de Spaanse provincie Girona in de autonome regio Catalonië met een oppervlakte van 21 km². La Bisbal d'Empordà telt 10.742 inwoners (1 januari 2016). Het is de hoofdstad van de comarca Baix Empordà.

## Demografische ontwikkeling
Bron: INE; 1857-2011: volkstellingen
Opm.: In 1972 werd de gemeente Castell d'Empordà aangehecht

## Cultuur
- Cobla La Principal de la Bisbal (1888): cobla gewijd aan de sardanes, (Premi Nacional de Cultura) (2014)